# Roderick Strong
Christopher Lindsey (26 de julio de 1983) es un luchador profesional estadounidense conocido por su nombre artístico Roderick Strong, actualmente trabaja en All Elite Wrestling, previamente competía en diversos circuitos independientes, siendo conocido su paso por Ring of Honor, Pro Wrestling Guerrilla y la WWE, en su marca NXT 2.0, donde era el líder de Diamond Mine.
Lindsey es cinco veces Campeón Mundial al haber sido tres veces Campeón Mundial Peso Pesado de FIP, una vez Campeón Mundial de PWG y una vez Campeón Mundial de ROH. También ha sido dos veces Campeón de la División X de Florida de la NWA, dos veces Campeón en Parejas de FIP, tres veces Campeón Mundial en Parejas de PWG, una vez Campeón Mundial en Parejas de ROH y una vez Campeón Mundial de la Televisión de ROH, todo esto lo convierte en un Campeón de la Triple Corona.

## Carrera
Lindsey nació en Wisconsin, pero se mudó a Florida cuando tenía cuatro años. Después de una niñez problemática, Lindsey se graduó en la Riverview High School, donde jugó al fútbol, tras esto, asistió a la University of South Florida con una beca académica. Lindsey se matriculó en Empresariales, carrera en la que estuvo durante dos años, ya que dejó su carrera académica para centrarse en la lucha libre profesional.
En otoño de 1994, el padre de Lindsey, un antiguo luchador amateur, empezó a entrenar en lucha libre profesional bajo la tutela del luchador Jim Neidhart, entrenamientos a los cuales Lindsey asistía con asiduidad. Durante estos entrenamientos, conoció al hijo de Davey Boy Smith, Harry Smith, decidiendo ser luchador profesional. Lindsey también fue entrenado por Neidhart y otros luchadores de Tampa, Florida, debutando en 2000 bajo el nombre de The Jester en el circuito independiente de Florida.

### IPW Hardcore (2002-2003)
Strong debutó en la Independent Professional Wrestling, compitiendo en una Battle Royal de 20 personas entre pesos crucero. Luego, fue parte de un stable conocido como Risk Factor junto a The Kamikaze Kid & Kid Lethal, pero o dejó al poco para formar una pareja junto a su hermano (kayfabe) Sedrick Strong. The Strong Brothers derrotaron a Wrongful Death (Naphtali & Dagon Briggs), ganando el Campeonato en Parejas de la IPW el 28 de junio de 2002. Retuvieron el título durante tres meses, perdiéndolo el 20 de septiembre ante Naturally Marvelous (Scoot Andrews & Mike Sullivan) en un Steel Cage match, durante la cual, Roderick sufrió una contusión.
Después de que perdieran muchas peleas a causa de Sedrick, Roderick giró a heel al atacar a su hermano el 8 de febrero de 2003, uniéndose a the Alliance of Defiance, un stable heel.

### NWA Florida (2003-2004)
Después de que la IPW cerrara a finales de 2003, Strong empezó a trabajar en la NWA Florida, una promoción que tuvo relaciones con la IPW durante dos años. Strong derrotó a David Babylon el 19 de julio de 2003, ganando el Campeonato Unificado de Florida Peso Crucero de la NWA. Durante su reinado, el título cambió su nombre a Campeonato Unificado de Florida Júnior Peso Pesado de la NWA. Finalmente, perdió el título ante Jerrelle Clark el 13 de diciembre. Sin embargo, Clark lo dejó vacante el 10 de enero de 2004, por lo que Strong ganó el título por segunda vez al derrotar a Mikey Batts. Sin embargo, lo perdió el 29 de abril de 2004.
Además de luchar en la NWA Florida, Strong también trabajó como entrenador en la escuela de la NWA Florida.

### Ring of Honor (2003-2016)
Strong se unió a la promoción Ring of Honor (ROH) en septiembre de 2003. El 22 de mayo de 2004, formó un stable conocido como Generation Next junto a Alex Shelley, Austin Aries y Jack Evans. Generation Next dominó rápidamente al plantel de luchadores, declarándose el futuro de la lucha libre. Después de derrotar a otros stables, derrotaron a CM Punk, Ace Steel, John Walters & Jimmy Jacobs el 2 de octubre en The Midnight Express Reunion.
En noviembre de 2004, empezó a formar pareja junto a Evans, hasta que el 26 de diciembre, él, Evan y Aries expulsaron del grupo a Shelley cuando se negó a dejar el puesto de líder. Strong & Evans continuaron luchando juntos, pero no ganaron el Campeonato en Parejas de ROH. El 9 de julio de 2005 en Escape from New York, Strong se enfrentó a Punk por el Campeonato Mundial de ROH, pero fue derrotado. El 24 de septiembre de 2005, en Survival of the Fittest, Strong derrotó a Samoa Joe, Jay Lethal, Colt Cabana y a su compañero Austin Aries, ganando una oportunidad por el título.

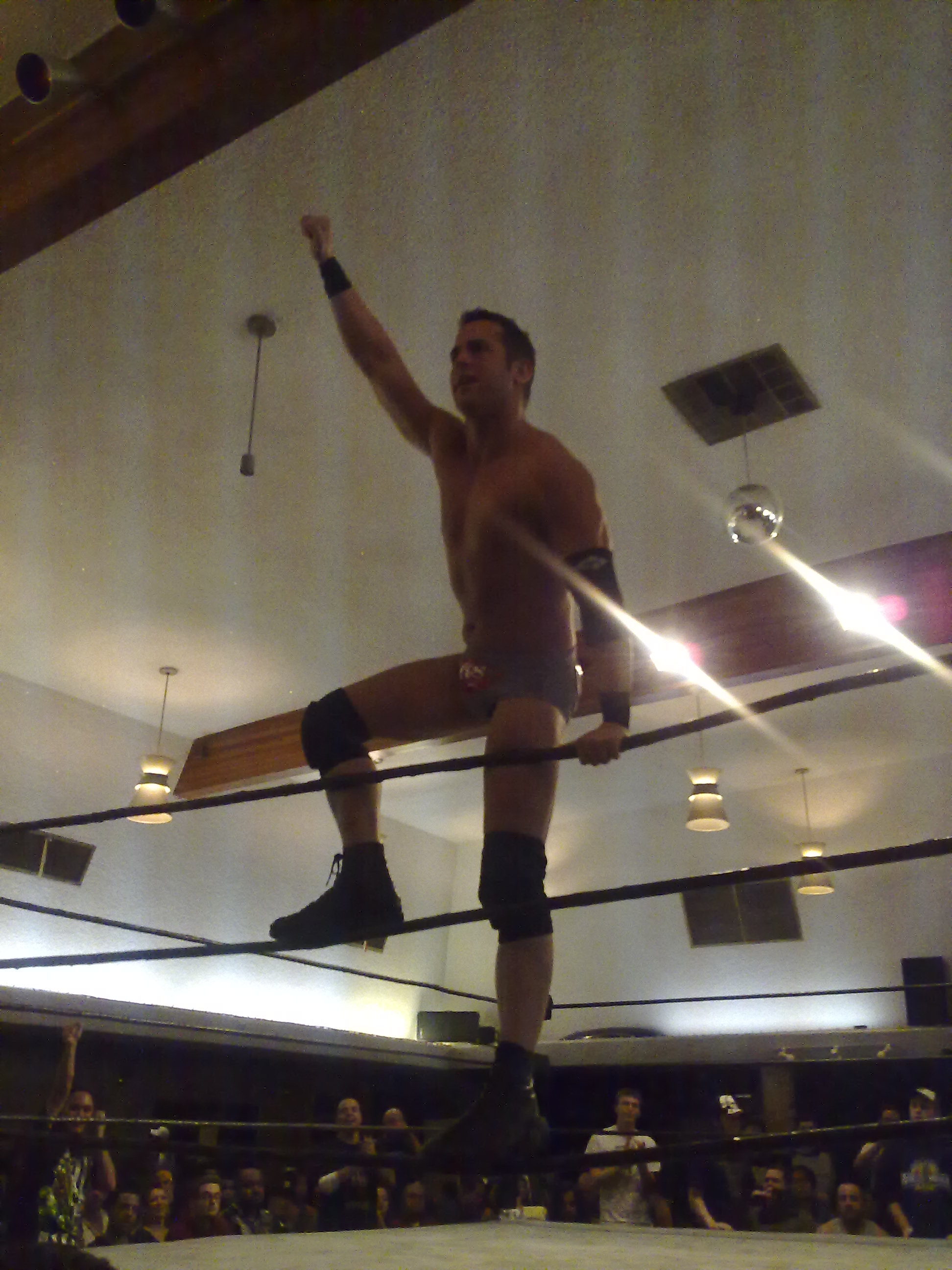
Strong haciendo su entrada en Battle of Los Ángeles 2009.

El 1 de octubre en Joe vs. Kobashi, Jade Chung apareció como la mánager de Strong y del resto de Generation Next después de derrotar a su antiguo cliente, Jimmy Rave. La siguiente noche, Strong derrotó a James Gibson, la cual era su última lucha en ROH, ya que había firmado con la World Wrestling Entertainment. Tras esto, Strong empezó un feudo con el campeón Mundial de ROH Bryan Danielson, enfrentándose a él el 29 de octubre y el 5 de noviembre, perdiendo ambas luchas, durando la segunda más de 45 minutos. Ante esto, se pactó una tercera lucha el 31 de marzo por el título, poniendo una hora como tiempo límite, perdiendo Strong cuando Danielson le cubrió con un "Roll-Up" en el minuto 56.
En Final Battle, el 17 de diciembre de 2005, él y Aries derrotaron a Sal Rinauro & Tony Mamaluke, ganando por primera vez el Campeonato Mundial en Parejas de ROH. Ambos retuvieron los títulos hasta el 16 de septiembre de 2006, siendo derrotados por The Kings of Wrestling (Chris Hero & Claudio Castagnoli). En febrero de 2007, Strong traicionó a Aries para formar una nueva pareja junto a Davey Richards, siendo conocidos como No Remorse Corps. A causa de su traición, The No Remorse Corps empezó un feudo con la nueva facción de Aries, The Resilience. Rocky Romero se unió a la facción de Strong y Matt Cross & Erick Stevens a la de Aries The Resilience. A pesar de que the NRC derrotó en varias ocasiones a la otra facción a lo largo del feudo, éste terminó cuando Strong perdió dos veces seguidas ante Aries en los eventos Undeniable y Reckless Abandon en un Iron Man Match de 30 minutos.
Strong empezó después un feudo alrededor del Campeonato Mundial de FIP con Erick Stevens. Strong perdió el título ante Stevens en Final Battle 2007, pero lo recuperó en FIP Redefined. Tuvo muchas otras luchas contra Stevens, derrotándole en una Fight Without Honor en Respect is Earned II. Luego, perdió el título ante Stevens en Hot Summer Nights 2008 en un Dog Collar match, terminando su feudo.
Entre esto, en Respect is Earned II, Davey Richards traicionó a Strong al unirse a Sweet and Sour Inc. Desde entonces, Strong ha mantenido el feudo con el grupo, perdiendo generalmente las luchas contra ellos. El 22 de mayo de 2010, Strong cambió a heel y debutó con Truth Martini como su nuevo mánager. En Death Before Dishonor VIII, Strong derrotó a Colt Cabana, Steve Corino, Shawn Daivari, Tyson Dux y Eddie Edwards en un Gauntlet match, obteniendo una lucha por el Campeonato Mundial de ROH. El 11 de septiembre, en Glory by Honor IX, Strong derrotó al Campeón Mundial de ROH Tyler Black, ganando por primera vez el campeonato. En Final Battle retuvo con éxito el título ante Davey Richards.
El 26 de febrero de 2011, en el 9th Anniversary Show, lo defendió ante Homicide en un No Holds Barred match. Dos semanas después, el 19 de marzo, perdió el título ante Eddie Edwards en Manhattan Mayhem IV.
El 1 de abril en Honor Takes Center Stage, se enfrentó de nuevo a Richards en su revancha de su encuentro en Final Battle, pero se rindió cuando le aplicó el "Ankle Lock". La noche siguiente, perdió ante El Genérico. Tras el combate, el también miembro de the House of Truth Michael Elgin, atacó a El Genérico hasta que Colt Cabana le salvó. Christopher Daniels también hizo su aparición, presumiblemente para ayudar a los face El Genérico y Cabana, pero cambió a heel y se unió a House of Truth al atacarles. El 13 de agosto, en la primera grabación para televisión bajo el Sinclair Broadcasting Group, tuvo otra oportunidad por el título contra Davey Richards, pero volvió a ser derrotado. En Showdown in the Sun, derrotó a Jay Lethal, ganando el Campeonato Mundial Televisivo de ROH, convirtiéndose en el proceso en la segunda persona en ganar la Triple Corona. El 12 de mayo defendió en Border Wars el título ante Fit Finlay en el que fue su debut en la empresa. Tras esto, siguió teniendo disputas con su compañero Michael Elgin, interfiriendo en su combate titular contra Kevin Steen. Esto les llevó a un combate en Final Battle 2012: Doomsday, donde Strong logró derrotarle. Tras el combate, tanto él como Elgin se fueron de House of Truth.
En el siguiente iPPV, Best in the World, defendió el título ante Tommasio Ciampa y Lethal. Finalmente, lo perdió el 29 de junio en las grabaciones de Ring of Honor Wrestling ante Adam Cole.

### Total Nonstop Action Wrestling (2005-2006)
Strong hizo su primera aparición en una empresa mayor en la Total Nonstop Action Wrestling, perdiendo ante Austin Aries en el evento Unbreakable. El 22 de septiembre, se anunció que había firmado un contrato con la empresa, luchando contra A.J. Styles en el primer episodio de TNA Impact! en Spike TV el 1 de octubre, la cual perdió.
En 2006, formó un stable con Austin Aries y Alex Shelley, pero en febrero de 2006, él y Aries fueron suspendidos durante dos meses por llegar cuatro horas tarde al evento TNA Against All Odds. Regresó de su suspensión en abril de 2006, pero fue despedido al poco tiempo.

### Full Impact Pro (2006-2009, 2013)
Strong debutó en la Full Impact Pro el 10 de noviembre de 2006, derrotando al Campeón Peso Pesado de FIP Bryan Danielson en una pelea donde Strong se apostó su carrera, ganando el título. Durante su reinado, lo defendió en Liverpool ante Pac el 3 de marzo, por lo que el título pasó a ser llamado Campeonato Mundial Peso Pesado de FIP. Tras retenerlo durante más de un año, lo perdió el 30 de diciembre de 2007 ante Eric Stevens. A pesar de esto, lo recuperó del mismo 48 días después, pero lo perdió de nuevo ante Stevens el 19 de julio de 2008. Tras esto, empezó a hacer pareja con el mismo Stevens, ganando ambos el Campeonato en Parejas de FIP el 20 de diciembre de 2008. Retuvieron el título hasta que lo perdieron ante The British Lions (Chris Gray & Tommy Taylor) el 3 de octubre de 2009.
Strong se enfrentó a Rich Swann el 6 de diciembre de 2013, acabando sin resultado. Tras esto, ambos se enfrentaron juntos a los Campeones en Parejas The Bravado Brothers, derrotándoles y ganando los títulos.

### Pro Wrestling Guerrilla (2005-2016)

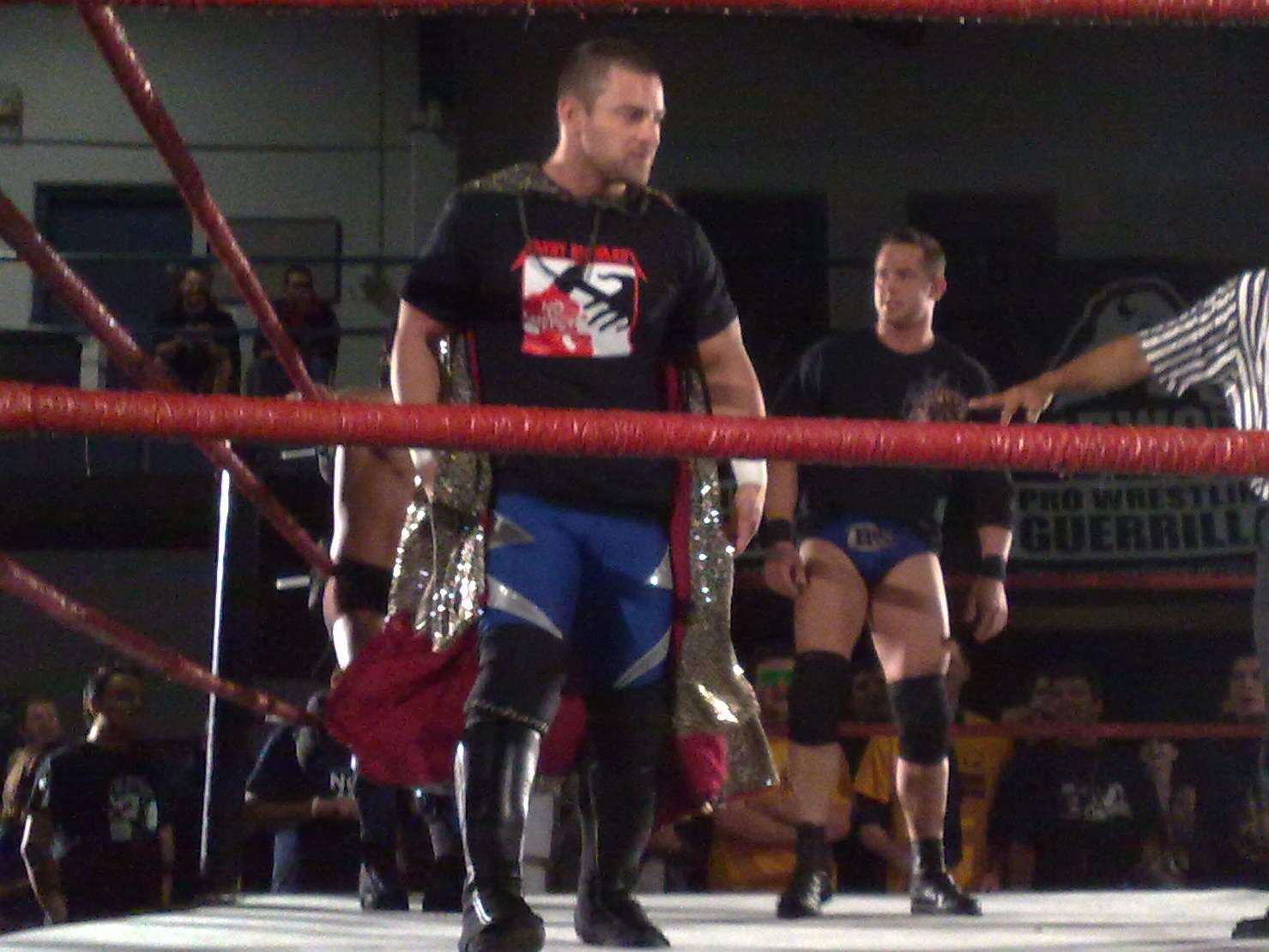
Strong junto a Davey Richards como parte de No Remorse Corps en Battle of Los Ángeles 2008.

Roderick Strong debutó en PWG el 12 de febrero de 2005 en el evento All Nude Revue siendo derrotado por Ricky Reyes. Su segunda aparición fue en diciembre en el evento Astonishing X-Mas donde hizo pareja con Jack Evans derrotando a El Genérico y Human Tornado. En marzo de 2006 en el evento Hollywood Globetrotters, junto a Evans tuvieron una oportunidad por el Campeonato en Parejas de PWG, pero fueron derrotados por Super Dragon y Davey Richards. El 9 de abril de 2006 en All Star Weekend 3: Crazymania fue derrotado por Matt Sydal. El 16 de julio de 2006 obtuvo su primera victoria individual en el evento Threemendous derrotando a TJ Perkins. Participó en el torneo Battle of Los Ángeles 2006, en primera ronda logró derrotar a Rocky Romero y en la segunda ronda derrotó a Dragon Kid, pero en la semifinal fue derrotado por Davey Richards. El 17 de noviembre de 2006 en el evento All Star Weekend IV ganó el Campeonato en parejas de PWG junto a Davey Richards tras derrotar a Super Dragon y B-Boy, sin embargo la noche siguiente perdieron el título contra Super Dragon y B-Boy en una lucha de 4 equipos donde también estuvieron Motor City Machine Guns y Kings of Wrestling.
El 10 de febrero de 2007 en Guitarmageddon II: Armoryageddon, Strong y Richards obtuvieron una nueva oportunidad por el Campeonato en parejas, pero fueron derrotados esta vez por El Genérico y Quicksilver. En All Star Weekend V fue derrotado por Rocky Romero, la noche siguiente volvió a formar pareja con Jack Evans derrotando a Chris Bosh y Scott Lost. Participó en el primer DDT Tournament por el Campeonato en parejas junto a PAC, derrotando en primera ronda a Davey Richards y Super Dragon, en la semifinal derrotaron a Naruki Doi y Masato Yoshino y en la final vencieron a The Briscoe Brothers consiguiendo el título en parejas. El 10 de junio de 2007 en Roger Dorn Night, tuvieron su primera defensa titular derrotando a Rocky Romero y Ricky Reyes. El 29 de julio en Giant-Size #4 perdieron el Campeonato en parejas contra El Genérico y Kevin Steen. Strong participó en la edición 2007 del torneo Battle of Los Ángeles, derrotando en primera ronda a Austin Aries, en los cuartos de final derrotó a Joey Ryan, en la semifinal derrotó a Alex Shelley llegando a la final contra El Genérico y CIMA, siendo derrotado por CIMA. El 14 de octubre en el evento Schadenfreude obtuvo su primera oportunidad por el Campeonato Mundial de PWG, pero fue derrotado por Bryan Danielson. El 11 de noviembre en The High Cost of Doing Business derrotó a El Genérico.
El 5 de enero de 2008 en la sexta edición de All Star Weekend fue derrotado por su excompañero Jack Evans, pero en el mismo evento la segunda noche, Strong salió victorioso sobre Evans. En febrero en el evento Pearl Habrá derrotó a Rocky Romero en un Best 2 out of 3 Falls Match obteniendo una oportunidad por el Campeonato Mundial. Dicha oportunidad la tuvo el 24 de febrero en el evento ¡Día de los Dangerous! contra Karl Anderson y Human Tornado quien finalmente se llevó la victoria y el título vacante. El 14 de marzo en Scared Straight fue derrotado por Claudio Castagnoli. El 5 de abril en It's a Gift... and a Curse derrotó a Chris Hero en la atracción principal del evento. Participó en el torneo DDT4 junto a Jack Evans derrotando Ronin y Scorpio Sky en primera ronda, en la semifinal derrotaron a Los Luchas, y en la final ganaron el Campeonato en Parejas tras derrotar a Kevin Steen y El Genérico, pero poco después el título fue dejado vacante. En Life During Wartime formó pareja con El Genérico para tratar de recuperar el título en parejas, pero fueron derrotados por Tyler Black y Jimmy Jacobs. En agosto en la séptima edición de All Star Weekend derrotó a Tyler Black, pero la noche siguiente fue derrotado por Kevin Steen. Participó en el torneo Battle of Los Ángeles 2008 pero fue derrotado en primera ronda por Low Ki; Habiendo sido eliminado del torneo, formó un equipo con Austin Aries y Davey Richards llamado No Remorse Corps derrotando a los equipos de Kenny Omega, Joey Ryan & Chuck Taylor, y El Genérico, Necro Butcher & Nick Jackson.
El 10 de enero de 2009 en el evento The Gentle Art of Making Enemies formó pareja con Davey Richards por el Campeonato en parejas de PWG, pero fueron derrotados por The Young Bucks. En abril en Ninety-Nine fue derrotado por Sonjay Dutt, la noche siguiente en One Hundred derrotó a Scott Lost. Para el torneo DDT4 formó pareja con Bryan Danielson haciendosen llamar Hybrid Dolphins, derrotando en primera ronda a Scott Lost y Joey Ryan, en la semifinal derrotaron a Motor City Machine Guns, pero en la final fueron derrotados por The Young Bucks. En junio en el evento The Secret of Guerrilla Island enfrentó a Kenny Omega pero la lucha terminó en empate luego de que ambos hicieran una doble cobertura. El 31 de julio en Threemendous II derrotó a Davey Richards. El 28 de agosto en Speed of Sound tuvo una nueva oportunidad por el Campeonato mundial de PWG, pero fue derrotado por Chris Hero. El 4 de septiembre en Guerre Sans Frontières derrotó a Karl Anderson, el 2 de octubre en Against The Grain derrotó a Brian Kendrick. Participó en el torneo Battle of Los Ángeles 2009, en la primera ronda derrotó a Johnny Goodtime, en los cuartos de final derrotó a Human Tornado y en la semifinal derrotó a Brandon Gatson, llegando a la final por la vacante del Campeonato mundial de PWG, pero fue derrotado por Kenny Omega.
El 30 de enero de 2010 en Kurt Russellreunion enfrentó a Chris Hero y Rob Van Dam en un Three Way Match, pero RVD se llevó la victoria. En febrero en el evento As The Worm Turns derrotó a Chris Sabin. El 10 de abril en Titannica tuvo una oportunidad por el Campeonato mundial contra Davey Richards, pero no logró ganar. Formó pareja con Ryan Taylor para el torneo DDT4 pero fueron derrotados en la primera ronda por The Cutler Brothers. El 30 de julio en el evento Seven fue derrotado por Bryan Danielson en su regreso temporal después de ser despedido de WWE. En el torneo Battle of Los Ángeles 2010, derrotó a Paul London en primera ronda, pero en la segunda ronda fue eliminado por Claudio Castagnoli. El 11 de diciembre en Cyanide: A Loving Tribute to Poison derrotó a Chuck Taylor. El 9 de abril de 2011 en Card Subject to Change III derrotó a Willie Mack. En All Star Weekend 8 formó pareja con Austin Aries derrotando a The Cutler Brothers, la noche siguiente Strong y Aries tuvieron una oportunidad por el Campeonato en parejas contra The Young Bucks pero no lograron ganar. El 23 de julio en el evento Eight formó pareja con Alex Shelley derrotando a El Genérico y Ricochet. Participó en el torneo Battle of Los Ángeles 2011, siendo derrotado en primera ronda por Eddie Edwards. El 10 de diciembre en el evento FEAR derrotó a Amazing Red.
El 29 de enero en el evento Kurt Russellreunion 3 fue derrotado por Masaaki Mochizuki. El 17 de marzo en World's Finest fue derrotado por Willie Mack. Para el torneo DDT4 formó pareja con Sami Callihan, pero en primera ronda fueron derrotados por Willie Mack y El Genérico. El 21 de julio en Threemendous III, derrotó a TJ Perkins. Partició en el torneo Battle of Los Ángeles 2012, derrotando en primera ronda a Drake Younger, pero en cuartos de final perdió contra Ricochet. El 27 de octubre en el evento Failure to Communicate derrotó al debutante Rich Swann. El 1 de diciembre en Mystery Vortex formó pareja con Eddie Edwards derrotando a The Young Bucks, más tarde en ese mismo evento derrotaron a los Campeones en Parejas de PWG, The Super Smash Brothers en una lucha no titular.
El 12 de enero de 2013 participó en el torneo DDT4 junto a Eddie Edwards, pero en primera ronda fueron derrotados por Adam Cole y Kyle O´Reilly. El 22 de marzo en All Star Weekend 9 derrotó al debutante Trent?, la noche siguiente junto a Eddie Edwards obtuvo una lucha por el Campeonato en Parejas de PWG contra The Young Bucks pero fueron derrotados. El 15 de junio en Is your Body Ready? de nuevo formó equipo con Edwards derrotando a Chuck Taylor y Johnny Gargano. Participó en la edición 2013 de Battle of Los Ángeles derrotando a AR Fox en la primera ronda, pero fue eliminado en los cuartos de final por Michael Elgin. En Matt Rushmore enfrentó a Johnny Gargano, siendo derrotado. El 20 de diciembre en All Star Weekend X, DoJo Bros (Strong & Edwards) fueron derrotados por BEST Friends (Chuck Taylor & Trent?).
El 28 de marzo de 2014 en Mystery Vortex II derrotó a Anthony Nese, luego en Sold our Soul for Rock'n Roll derrotó a Brian Cage. El 26 de julio en SEVEN, derrotó a Adam Cole convirtiéndose en el retador número 1 al título mundial, esa misma noche atacó a Kyle O'Reilly tomando un turn heel. Strong participó en el torneo Battle of Los Ángeles, derrotando a Biff Busick en la primera ronda, en la siguiente ronda derrotó a AJ Styles por descalificación y luego atacó a Kyle O'Reilly obligándolo a dejar la competencia por lo cual Strong fue inmediatamente incluido en la final contra Ricochet y Johnny Gargano, donde Ricochet salió victorioso. El 17 de octubre en Untitled II, obtuvo su lucha por el campeonato mundial de PWG pero fue derrotado por O'Reilly, tras la lucha Strong atacó al árbitro Rick Knox. El 12 de diciembre en Black Cole Sun, Strong retó al campeón Kyle O'Reilly a un Guerrilla Warfare match, donde Strong logró ganar y consiguió el Campeonato Mundial de PWG.
El 27 de marzo de 2015 en From Out of Nowhere defendió el título derrotando a Trevor Lee. El 3 de abril en Don't Sweat the Technique, retuvo el campeonato tras derrotar a Zack Sabre Jr. Más tarde pidió su cláusula de revancha contra Sabre Jr. el 29 de julio de 2016, y perder. Siguió la pelea con un discurso de despedida para señalar su salida de GTP después de 11 años con la promoción.

### WWE (2016-2022)

#### NXT Wrestling (2016-2022)
Roderick Strong hizo su debut en NXT en el episodio de 19 de octubre de 2016 de NXT como compañero de Austin Aries en el segundo Dusty Rhodes Tag Team Classic, derrotando a Otis Dozovic y Tucker Knight. El 25 de octubre de 2016, WWE anunció oficialmente a Strong como parte del último grupo de reclutas que se unen al WWE Performance Center. En el episodio del 14 de diciembre de WWE NXT, Strong fue derrotado por Elias Samson, en una lucha clasificatoria para determinar un nuevo contendiente número uno para el Campeonato de NXT así estableciéndose como face. Strong compitió en un fatal-four way en el episodio del 21 de diciembre de NXT pero no tuvo éxito. Strong derrotó a Andrade "Cien" Almas en NXT TakeOver: San Antonio. Strong comenzó una rivalidad con la facción Sanity después de ayudar a Tye Dillinger y No Way José, que también luchaban contra el grupo. En NXT TakeOver: Orlando, Strong junto con Tye Dillinger, Ruby Riott y Kassius Ohno (reemplazando a No Way José que había sido atacado antes en la noche) fueron derrotados por Sanity en un mixed tag team match. El 20 de mayo, en NXT TakeOver: Chicago, fue derrotado por Eric Young marcando su primera derrota vía de pinfall en NXT. En el episodio del 5 de julio de NXT, Strong luchó contra Bobby Roode por el Campeonato de NXT, pero perdió la lucha. Después de que Drew McIntyre ganara el Campeonato de NXT de Roode en NXT Takeover: Brooklyn III, Strong derrotó a Roode en el episodio del 30 agosto de NXT. Strong desafió sin éxito a McIntyre por el Campeonato de NXT en el episodio del 5 de octubre de NXT. Strong fue derrotado por Andrade "Cien" Almas en el episodio del 25 de octubre de NXT tras la interferencia de Zelina Vega.
Durante semanas, The Undisputed Era (Adam Cole, Bobby Fish, y Kyle O'Reilly) intentaron reclutar a Strong para unirse al grupo en un intento de dominar NXT. Durante una lucha entre SAnitY y The Authors of Pain en el episodio del 1 de noviembre de NXT, The Undisputed Era interfirió y causó que la lucha terminara sin resultado. Strong entró en la refriega y sacó un brazalete de The Undisputed Era, aparentemente uniéndose al grupo. Sin embargo, Strong atacó a los tres y despejó el ring junto a The Authors of Pain. El gerente general William Regal apareció en la rampa y anunció un WarGames Match para NXT TakeOver: WarGames (originalmente conocido como TakeOver: Houston). Strong se uniría a The Authors of Pain contra The Undisputed Era y SAnitY. En el evento, Strong (quien vestía un atuendo similar a sus compañeros de equipo) y The Authors of Pain no lograron ganar. En el episodio del 20 de diciembre de NXT, Strong fue derrotado por Lars Sullivan en la primera ronda de un torneo para determinar al retador número 1 al Campeonato de NXT.
En el episodio del 30 de enero de 2018 de WWE 205 Live, el gerente general de 205 Live Drake Maverick anunció un torneo para determinar al nuevo Campeón Peso Crucero. Strong se anunció más tarde como participante en el torneo, en el que derrotaría a Hideo Itami en la primera ronda el 6 de febrero y Kalisto en los cuartos de final el 27 de febrero antes de ser derrotado por Cedric Alexander en las semifinales en el episodio del 13 de marzo de 205 Live.
En NXT TakeOver: New Orleans, durante un Triple Threat Match por los Campeonatos en Pareja de NXT y el Dusty Rhodes Tag Team Classic, Strong traicionó a su compañero Pete Dunne y se unió a The Undisputed Era, convirtiéndose en Heel en el proceso por primera vez en su carrera en la WWE. 
La mañana siguiente en el WrestleMania Axxess, Strong se unió a Kyle O'Reilly para defender los Campeonatos en Pareja de NXT lo que lo convirtió en uno de los campeones a través de la Freebird Rule. 
En WWE Greatest Royal Rumble, Strong compitió en el Royal Rumble Match ingresando en el número 34 y eliminando a Rhyno antes de ser eliminado por Baron Corbin.
En el episodio del 13 de abril de NXT, Strong fue visto esperando al Gerente General William Regal y le entregó un sobre diciendo que había terminado. Regal dijo que había sido un problema, pero que sería bienvenido en cualquier momento y le estrechó la mano.
Luego de un tiempo fuera, regreso a NXT el 22 de junio, junto con Tyler Rust, Hideki Suzuki y su mánager Malcolm Bivens como parte del stable Diamond Mine, atacando al Campeón Peso Crucero de NXT KUSHIDA. En el NXT 2.0 del 21 de septiembre, derrotó a KUSHIDA con interferencia de The Diamond Mine, ganando el Campeón Peso Crucero de NXT por primera vez, después del combate Grayson Waller lo retó a un combate titular, a lo que Strong aceptó.
A finales del 2022, pidió su liberación de la WWE.

### AEW (2023-presente)
En el episodio del 26 de abril del 2023 de AEW Dynamite, hizo su debut en la empresa, defendiendo a su amigo Adam Cole del ataque de Jericho Appreciation Society, liderado por Chris Jericho.

## En lucha
- Movimientos finales

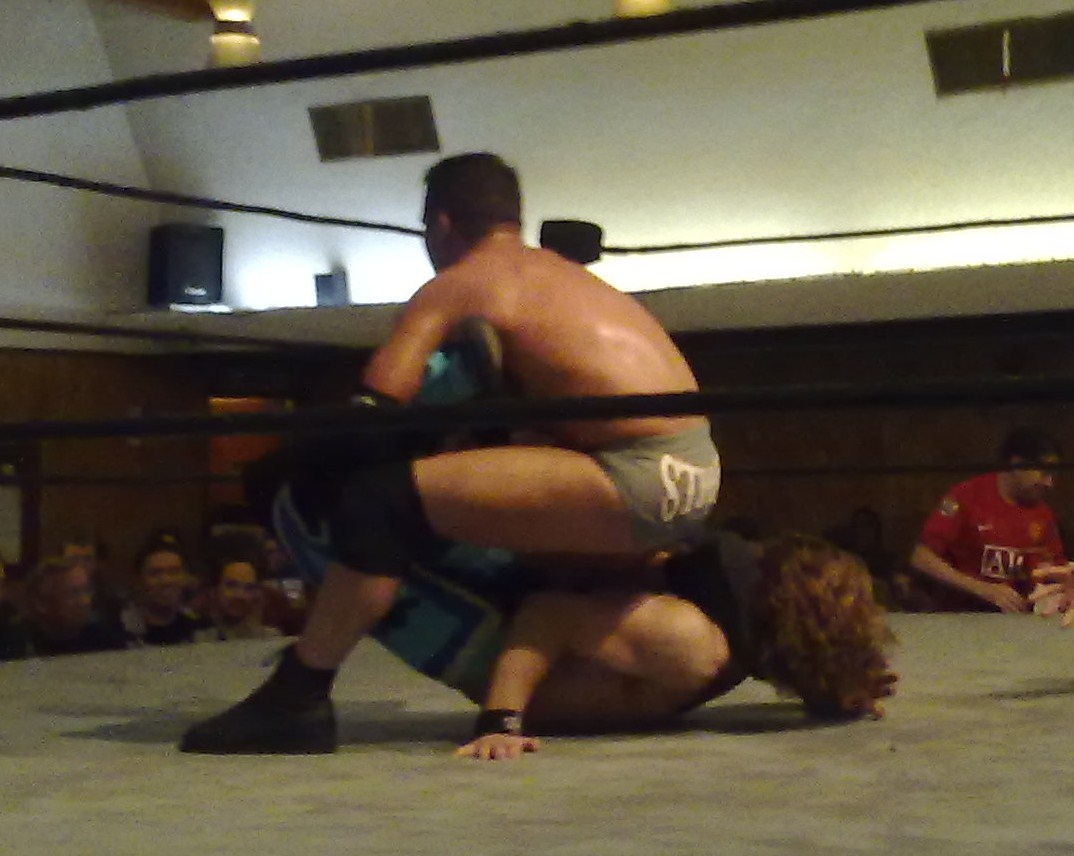
Strong realizando el Strong Hold en 2009.

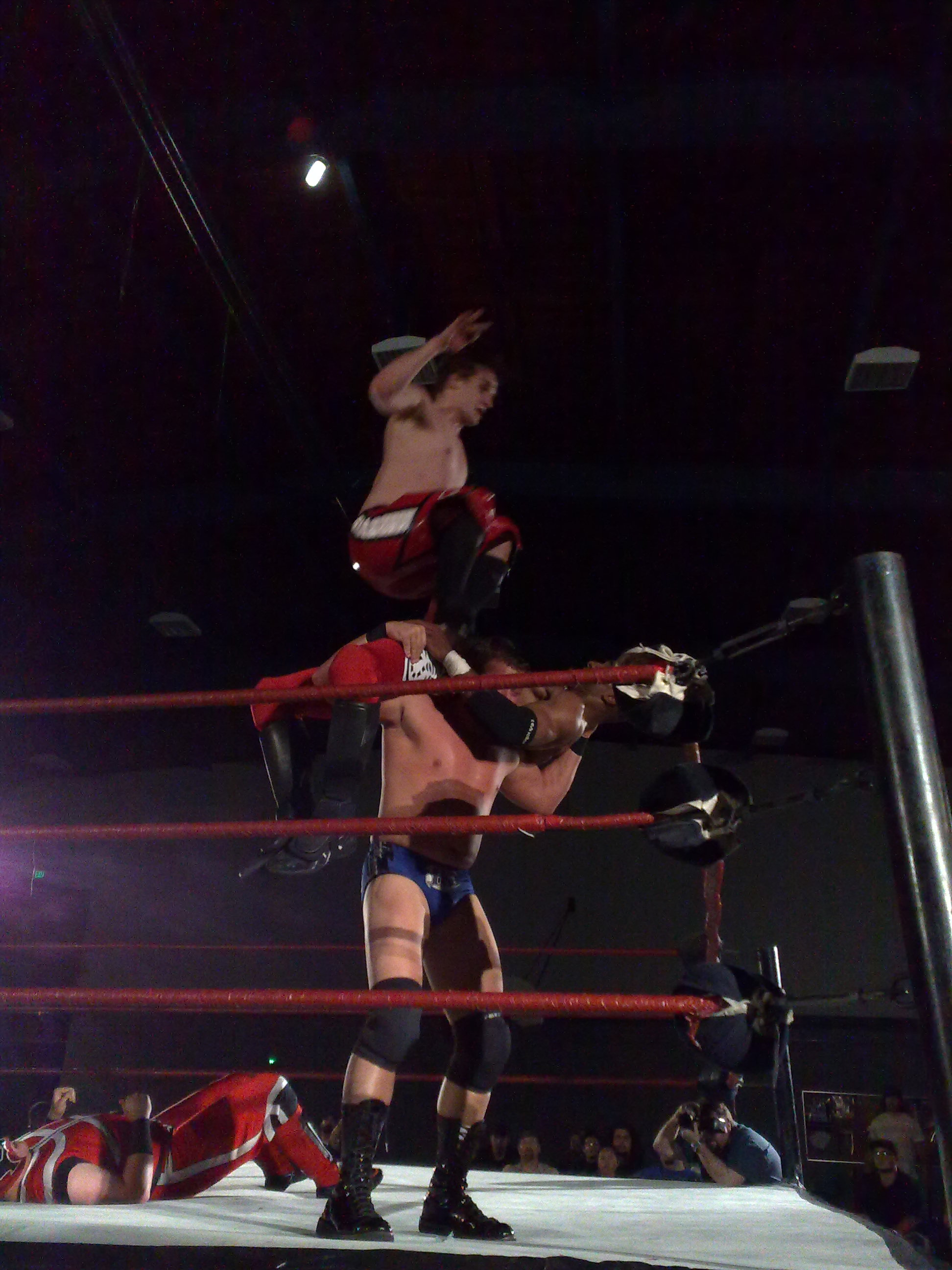
Strong y Jack Evans realizando un "Skipping a Generation" a Scorpio Sky y Ronin.

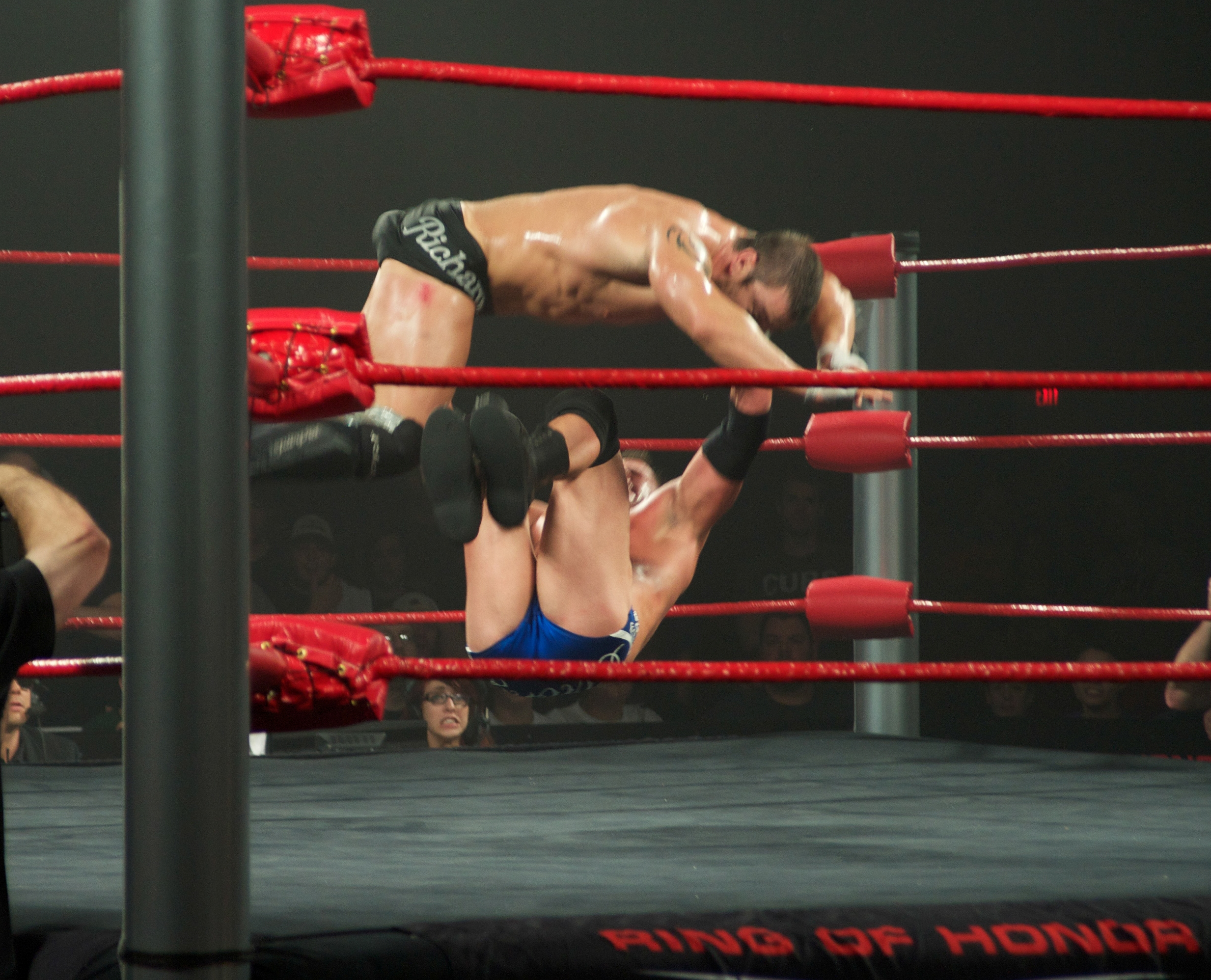
Strong realizando a Davey Richards un "Fireman's carry double knee gutbuster".

  - End of Heartache / Strong Breaker (Vertical suplex double knee backbreaker)[3] 2012–presente
  - CX '02[3] (Crucifix cutter)[3]  – 2012–2015
  - CX '03[3] (Straight jacket Gory neckbreaker)[3]  – 2012–2015
  - Strong Hold[3] (Straight jacket camel clutch)[3]  – 2012–2015
  - Gibson Driver (Sitout double underhook powerbomb)  – 2012–2015
  - Sick Kick[43] (Running arched big boot a la cara del oponente) 2012–2017; usado como movimiento de firma posteriormente
  - Fireman's carry double knee gutbuster,[3] a veces desde una posición elevada (Circuito Independiente)
  - Standing powerbomb seguido de boston crab[44]  – 2012–2015
  - Reverse cloverleaf, a veces con bodyscissors  – 2012–2015
  - Half nelson backbreaker[3]  – 2012–2015; usado como movimiento de firma posteriormente
  - Inverted half nelson - 2021-presente

- Movimientos de firma
  - Double leg slam
  - Backhand chop
  - Dropkick[3]
  - Diving elbow drop
  - Diving knee drop[3]
  - Varios tipos de backbreaker:[3]
    - Power-Breaker (Standing powerbomb)[3]
    - Argentine rack drop[3]
    - Overhead gutwrench rack drop[3]
    - Straight jacket double knee[3]
    - Swinging double underhook[3]
    - Pendulum
    - Side slam
    - Belly to back suplex
    - Capture suplex
    - Catapult
    - Tilt-a-whirl
    - STO[3]

  - Múltiples rib breakers[3]
  - Slingshot sitout suplex slam
  - Double underhook suplex[3]
  - Boston crab
  - Running big boot[3]

- Mánager
  - Jade Chung
  - Ron Niemi
  - SoCal Val
  - Paul London
  - Truth Martini[10]
  - Malcolm Bivens

- Apodos
  - "The Messiah of the Backbreaker"
  - "Mr. Ring of Honor"

## Campeonatos y logros
- All Elite Wrestling

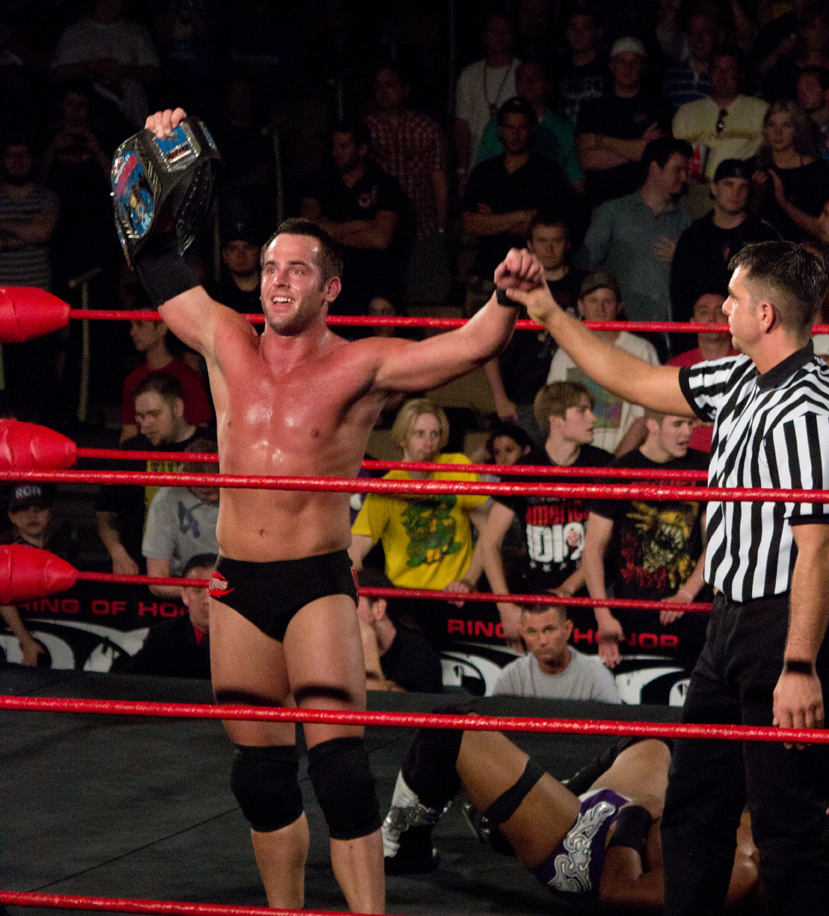
Roderick Strong tras ganar el Campeonato Mundial Televisivo de ROH en Showdown in the Sun.

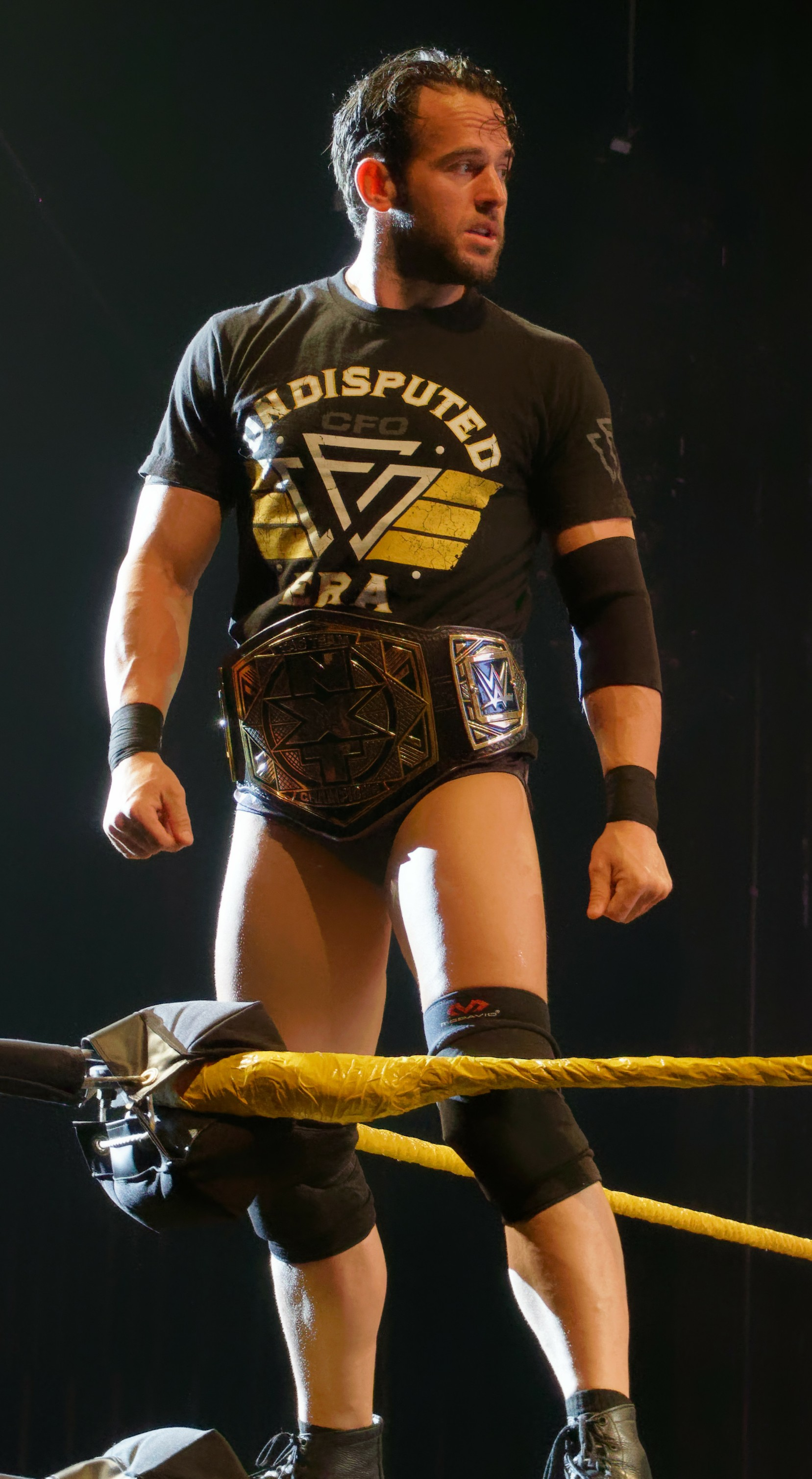
Strong como el Campeón en Parejas de NXT en junio de 2018.

  - AEW International Championship (1 vez)
- Full Impact Pro/FIP
  - FIP World Heavyweight Championship (3 veces)
  - FIP Tag Team Championship (2 veces) – con Erick Stevens (1) y Rich Swann (1)

- Pro Wrestling Guerrilla/PWG
  - PWG World Championship (1 vez)
  - PWG World Tag Team Championship (3 veces) – con Davey Richards (1), PAC (1) y Jack Evans (1)
  - PWG Dynamite Duumvirate Tag Team Title Tournament (2007) - con PAC
  - PWG Dynamite Duumvirate Tag Team Title Tournament (2008) - con Jack Evans

- National Wrestling Alliance/NWA
  - NWA Florida X Division Championship (2 veces)

- Ring of Honor/ROH
  - ROH World Championship (1 vez)
  - ROH World Tag Team Championship (1 vez) – con Austin Aries
  - ROH World Television Championship (1 vez)
  - Triple Crown Championship (segundo)

- World Wrestling Entertainment/WWE
  - NXT North American Championship (1 vez)
  - NXT Cruiserweight Championship (1 vez)
  - NXT Tag Team Championship (2 veces) - con Kyle O'Reilly
  - NXT Year–End Award (2 veces) 
    - Equipo del Año (2018, 2020) - con Kyle O'Reilly y The Undisputed Era

- Pro Wrestling Illustrated
  - Situado en el N°416 en los PWI 500 del 2003[45]
  - Situado en el N°304 en los PWI 500 de 2004
  - Situado en el N°232 en los PWI 500 de 2005
  - Situado en el N°63 en los PWI 500 del 2006[46]
  - Situado en el N°55 en los PWI 500 del 2007[47]
  - Situado en el N°103 en los PWI 500 de 2008[48]
  - Situado en el N°61 en los PWI 500 de 2009[49]
  - Situado en el N°46 en los PWI 500 de 2010[50]
  - Situado en el N°13 en los PWI 500 de 2011[51]
  - Situado en el N°32 en los PWI 500 de 2012[52]
  - Situado en el N°67 en los PWI 500 de 2013[52]
  - Situado en el N°58 en los PWI 500 de 2014[52]
  - Situado en el N°62 en los PWI 500 de 2015[52]
  - Situado en el N°13 en los PWI 500 de 2016[52]
  - Situado en el N°89 en los PWI 500 de 2017[52]
  - Situado en el N°36 en los PWI 500 de 2018
  - Situado en el N°82 en los PWI 500 de 2019
  - Situado en el N°29 en los PWI 500 de 2020
  - Situado en el N°269 en los PWI 500 de 2021

- Wrestling Observer Newsletter
  - Mayor Progreso (2005)
  - Lucha 5 estrellas (2018) con Kyle O'Reilly vs. Trent Seven y Tyler Bate en NXT Wrestling el 11 de julio